# 기사룡전대 류소저
《기사룡전대 류소우저》(일본어: 騎士竜戦隊リュウソウジャー)는 슈퍼 전대 시리즈 43번째 작품이자 2019년 3월 17일에 TV 아사히 계열에서 방송했던 특촬물 텔레비전 드라마이다. 특촬물에서 처음으로 가상의 공룡이 나오기도 한 작품이기도 하다. 대한민국에서는 2019년 8월 24일부터 파워레인저 다이노소울이라는 이름으로 방영하여 2020년 3월 28일에 완결했다.

## 줄거리
용혼족에서 우주로 향하는 공룡 선배 전대 공룡전대 주레인저, 폭룡전대 아바레인저, 수전전대 쿄류저에 이어서
공룡전대의 새롭게 등장한다. 정의를 지키는 것이 5개의 검은 바로 전대다.
그리고 변신한다. 케~본! 기사룡전대 류소저다. 용무장 로봇과 합체로 변한다.
43대의 탄생으로써 드루이든을 이긴다. 전투로 과롭히는 마이나소어, 드루이든이 등장한다. 우주에 공룡합체하면 드루이든을
혼내고, 필살기로 이긴다. 등장으로써 43대의 등장 슈퍼전대 최강배틀이 끝나고 등장했다

## 등장 인물

### 류소저 캐스팅
코우/리드이치노세 하야테 / 엄상현 (류소울 레드/소울 레드) ■
멜토/멜트츠나 케이토 / 디도 (류소울 블루/소울 블루) ■
아스나/지나오사키 이치카 / 장예나 (류소울 핑크/소울 핑크) ■
토와/유노오바라 유이토 / 이승행 (류소울 그린/소울 그린) ■
밤바키시다 타츠야 / 박상훈 (류소울 블랙/소울 블랙) ■
카나로/카날로효도 카츠미 / 민승우 (류소울 골드/소울 골드) ■
나다정의한(가이소그) ■
세토류소우 브라운 / 송두석

### 드루이든
와이즐박요한
클레온김예림
탱크죠최현수
까칠레스김진홍
프레셔스김보나
우덴서반석
사덴이주승
에라스김보나
마이너소어

#### 그 외에 등장인물
타츠이 우이 / 용유진킨조 마나 / 비주언
타츠이 나오히사 / 용상구후키코시 미츠루 / 송두석
오토타마키 소라 / 김윤채
마스터들(5인방의 스승)키카이다 마사야, 시부에 죠우지, 사와다 미유, 나가이 마사루 / 김도현, 이재용, 서혜정, 정의한, 이주승

## 등장 메카

### 기사룡
- 티라미고 ■: 서반석
- 트리켄(트리케소드) ■
- 안킬로제 ■
- 타이거랜스 ■
- 밀 니들 ■
- 디메볼케이노 ■: 장서화
- 모사렉스 ■: 정의한
- 샤인랩터 ■: 손선영
- 섀도랩터 ■: 정의한
- 파키거루 & 치비거루(펀치가루 & 레서가루) ■: 장예나
- 프테라돈 ■: 민승우

### 로봇
메인 메카
- 키시류오(다이노소울킹)
  - 키시류오 스리 나이츠(다이노소울킹 스리 나이츠)
    - 키시류오 타이거랜스(다이노소울킹 타이거랜스)
    - 키시류오 밀 니들(다이노소울킹 밀 니들)
    - 키시류오 파키거루(다이노소울킹 파키거루)

  - 키시류오 파이브 나이츠(다이노소울킹 파이브 나이츠)
  - 키시류오 디메볼케이노(다이노소울킹 디메볼케이노)
  - 키시류오 샤인 랩터(다이노소울킹 샤인 랩터)
  - 키시류오 코스모 랩터(다이노소울킹 코스모 랩터)
- 키시류넵튠(다이노소울넵튠)
  - 키시류넵튠 섀도 랩터(다이노소울넵튠 섀도 랩터)
  - 키시류넵튠 코스모 랩터(다이노소울넵튠 코스모 랩터)
- 요쿠류오(프테라소울킹)
- 키시류진(다이노소울나이트)

슈퍼 합체
- 기간트 키시류오(기간트 다이노소울킹)
- 키시류오 제트(다이노소울킹 제트)

궁극 합체
- 킹 키시류오(다이노소울 카이저)

## 주제가
여는곡:기사룡전대 류소저(파워레인저 다이노소울) 노래:서반석
닫는곡:케본!류소저(따봉!다이노소울)노래:손선영

## 에피소드
- 1화: 케본! 류소저

- 2화: 소울을 사용해

- 3화: 저주의 시선

- 4화: 용호 최속 배틀

- 5화: 지옥의 파수견

- 6화: 역습 탱크조

- 7화: 케페우스의 왕녀

- 8화: 기적의 노랫소리

- 9화: 수상한 보물상자

- 10화: 무적의 카운터

- 11화: 불꽃의 퀴즈왕

- 12화: 작열의 환영

- 13화: 총리대신은 류소우족

- 14화: 황금의 기사

- 15화: 심해의 왕

- 16화: 바다의 가라앉은 희망

- 17화: 사로잡힌 맹자

- 18화: 대 위기 변신금지

- 19화: 진격의 티라미고

- 20화: 지고한 예술가

- 21화: 빛과 어둠의 기사룡

- 22화: 죽은 자의 생명

- 23화: 환상의 류소울

- 24화: 사랑의 사나이 도장

- 25화: 춤추는 크레온

- 26화: 일곱 번째 기사

- 27화: 천하무쌍의 주먹

- 28화: 마이크로의 공방

- 29화: 카나로의 결혼

- 30화: 타라!고스팩

- 31화: 하늘로부터 멜로디

- 32화: 증오의 비가 그칠때

- 33화: 새로운 자객

- 34화: 우주흉룡 나타나다

- 35화: 지구 최대의 결전

- 36화: 초고속의 버디가드

- 37화: 탄생 최고의 조합

- 38화: 천공의 신전

- 39화: 빼앗긴 성야

- 40화: 안개 속의 악몽

- 41화: 사라진 성검

- 42화: 결전의 스테이지

- 43화: 드루이든의 어머니

- 44화: 시험받은 인연

- 45화: 심장을 되찾아라

- 46화: 고귀한 기사룡들

- 47화: 행복한 절망 틈에

- 48화: 지구의 의지

## 주해
1. ↑  《4주 연속 스페셜 슈퍼전대 최강 배틀!!》의 방송에 관계로, 3월 하순부터 시작한다.

| 이전 쾌도전대 루팡레인저 vs. 경찰전대 패트레인저 | 제43대 슈퍼 전대 시리즈 2019년 3월 17일 ~ 2020년 3월 1일 | 다음 마진전대 키라메이저 |